# Phương ngữ Zainichi
Tiếng Triều Tiên Zainichi hay tiếng Triều Tiên Nhật Bản là phương ngữ tiếng Triều Tiên được nói bởi người Triều Tiên Zainichi (dân tộc Triều Tiên hoặc công dân Nhật Bản). Giọng này dựa trên các phương ngữ miền Nam của tiếng Hàn Quốc, vì phần lớn những người nhập cư thế hệ đầu tiên đến từ mạn nam của bán đảo Triều Tiên, bao gồm Gyeonggi, Jeolla và Jeju. Do sự tách biệt với các cộng đồng ngôn ngữ Triều Tiên khác và chịu ảnh hưởng từ tiếng Nhật, tiếng Hàn Zainichi thể hiện sự khác biệt mạnh mẽ so với tiếng Triều Tiên chuẩn của cả Bắc và Nam Triều Tiên.

## Ngôn ngữ của người Triều Tiên Zainichi
Phần lớn người Triều Tiên Zainichi sử dụng tiếng Nhật để nói hàng ngày. Tiếng Hàn chỉ được sử dụng trong một số bối cảnh xã hội hạn chế: đối với người nhập cư thế hệ đầu tiên, cũng như ở trường Chosŏn, (tiếng Hàn: 조선학교; Hanja: 朝鮮學校; Hán-Việt: Triều Tiên học hiệu hoặc Chōsen Gakkō; 朝鮮学校, "Trường học Triều Tiên"), các trường dân tộc Bình Nhưỡng được Chongryon hỗ trợ.
Vì hầu hết người Triều Tiên Zainichi học tiếng Hàn như ngôn ngữ thứ hai của họ, họ có xu hướng nói bằng giọng nói chịu ảnh hưởng nặng nề từ tiếng Nhật. Phương ngữ này được gọi là tiếng Triều Tiên Zainichi, một cái tên, ngay cả khi được sử dụng bởi chính người Triều Tiên Zainichi, thường mang một ý nghĩa kì thị.

## Âm vị

### Nguyên âm
Trong khi tiếng Hàn chuẩn phân biệt tám nguyên âm, thì tiếng Hàn Zainichi chỉ phân biệt năm nguyên âm, như trong tiếng Nhật.

### Phụ âm đầu
Ở vị trí âm tiết đầu, tiếng Hàn tiêu chuẩn phân biệt các phụ âm đơn giản, âm bật hơi và âm khẩn trương, chẳng hạn như /k/, /kʰ/, và /k͈/, trong khi tiếng Hàn Zainichi chỉ phân biệt giữa các phụ âm hữu thanh và vô thanh (/k/ và /ɡ/), như trong tiếng Nhật.

### Phụ âm cuối
Bảy phụ âm xuất hiện ở vị trí cuối trong âm tiết tiếng Hàn chuẩn, cụ thể là /p/, /t/, /k/, /m/, /n/, /ŋ/ và /ɾ/. Trong tiếng Hàn Zainichi, chúng cũng được phân biệt như thế.

## Ngữ pháp
Ngữ pháp tiếng Hàn Zainichi chịu ảnh hưởng từ tiếng Nhật.
Một số tiểu tố được sử dụng khác với tiếng Hàn chuẩn. Chẳng hạn, "lái xe hơi" được thể hiện là chareul tanda (차를 탄다) trong tiếng Hàn chuẩn, có thể được hiểu là "xe (đối tượng trực tiếp)-lái". Trong tiếng Hàn Zainichi, nó được thể hiện là cha-e tanda (차에 탄다; "chiếc xe- lái"), giống như tiếng Nhật Bản Kuruma ni noru (車に乗る).
Tiếng Hàn chuẩn phân biệt hae itda (해 있다, chỉ một trạng thái liên tục) và hago itda (하고 있다, chỉ một hành động liên tục). Chẳng hạn, "ngồi" là anja itda (앉아 있다), không phải ango itda (앉고 있다), vì cái sau có nghĩa là "đang trong tiến trình ngồi, nhưng chưa hoàn thành hành động". Tuy nhiên, tiếng Hàn Zainichi không phân biệt hai loại này, vì tiếng Nhật cũng không; nó sử dụng hago itda cho cả trạng thái liên tục và hành động liên tục.

## Hệ thống chữ viết
Hầu hết từ vựng, trừ các từ cơ bản, đều được mượn từ tiếng Nhật. Tiếng Hàn Zainichi thường không được viết ra; tiếng Hàn chuẩn được sử dụng làm ngôn ngữ văn học. Ví dụ: một người đọc từ geureona (그러나; "tuy nhiên") thành gurona 구로나), vẫn sẽ viết nó ở dạng cũ. Tương tự, người nói tiếng Hàn chuẩn phân biệt hai tự vị aeㅐvà eㅔ, mặc dù họ có thể phát âm chúng giống hệt nhau.